# Syntmusik
Syntmusik, eller helt kort synt (ibland även synthmusik respektive synth) definieras vanligen som en populärmusikalisk inriktning av elektronisk musik som skapas med hjälp av synthesizers och trummaskiner. Syntpop blev kommersiellt stort i början av 1980-talet med band som Depeche Mode, The Human League, Orchestral Manoeuvres in the Dark med flera, men begreppet syntmusik omfattar även genrer som Electronic Body Music (EBM) och Industri med grupper som Front 242, Skinny Puppy, D.A.F. och Laibach.
Syntmusiken fick en hängiven publik men lite erkännande i pressen. En konflikt med hårdrock målades upp och banden anklagades ibland för suspekta politiska sympatier. I kontrast till den maskulina rockmusiken har syntmusiken ofta en  påfallande androgyn framtoning.